# Tempus Fugit (The X-Files)
«Tempus Fugit» es el decimoséptimo episodio de la cuarta temporada de la serie de televisión estadounidense de ciencia ficción The X-Files. Se estrenó en la cadena Fox el 16 de marzo de 1997. Fue dirigido por Rob Bowman y escrito por Frank Spotnitz y el creador de la serie Chris Carter. «Tempus Fugit» contó con apariciones especiales de Joe Spano, Tom O'Brien y Brendan Beiser, y vio el regreso de Scott Bellis como el abducido por extraterrestres Max Fenig. El episodio ayudó a explorar la mitología general, o historia ficticia de The X-Files. «Tempus Fugit» obtuvo una calificación Nielsen de 11,9, siendo visto por 18,85 millones de personas en su emisión inicial. El título se traduce del latín como «el tiempo vuela».
El programa se centra en los agentes especiales del FBI Fox Mulder (David Duchovny) y Dana Scully (Gillian Anderson) que trabajan en casos relacionados con lo paranormal, llamados expedientes X. En el episodio, Max Fenig, un viejo conocido de Mulder, es encontrado muerto después de un accidente aéreo, que Mulder cree que fue causado por un ovni que intentaba abducir a Fenig. «Tempus Fugit» es un episodio de dos partes, y la trama continúa en el próximo episodio, «Max».
«Tempus Fugit» se concibió cuando el supervisor de efectos especiales de la serie, Dave Gauthier, construyó una plataforma elaborada capaz de simular un avión que se estrella. Carter y Spotnitz ampliaron la idea de un accidente para traer de vuelta al personaje de Fenig, a quien se había visto por última vez en «Fallen Angel» de la primera temporada. «Tempus Fugit» tuvo una recepción crítica mixta a positiva y le valió al equipo de producción dos nominaciones a los premios Emmy, incluida una victoria por Mejor edición de sonido para una serie.

## Argumento
Cuatro años después de su abducción, Max Fenig (Scott Bellis) viaja en el vuelo 549, que sobrevuela el estado de Nueva York. Observa a otro hombre en el avión que parece estar siguiéndolo. El hombre se dirige al baño del avión, donde arma una pistola zip. Sin embargo, cuando vuelve a salir, el avión comienza a temblar y una luz brillante parpadea afuera, lo que muestra que el avión se encuentra con un ovni. La puerta de emergencia junto al asiento de Max se abre.
En otra parte, Fox Mulder (David Duchovny) y Dana Scully (Gillian Anderson) celebran el cumpleaños de Scully. Se les acerca una mujer llamada Sharon Graffia, que dice ser la hermana de Max; ella les dice que Max planeó entregarle algo a Mulder, pero que su vuelo a Washington se estrelló. Los agentes se dirigen al lugar del accidente en Northville, Nueva York, y asisten a una reunión de la Junta Nacional de Seguridad en el Transporte (NTSB) donde se muestran las transmisiones finales del vuelo 549. Mulder teoriza que el avión fue derribado por extraterrestres que intentaban abducir a Max; el equipo de la NTSB, dirigido por el investigador jefe Mike Millar (Joe Spano), desestima sus afirmaciones.
Cuando Mulder y Scully inspeccionan el lugar del accidente, se dan cuenta de que hay una disparidad de nueve minutos entre el accidente y la hora en los relojes de pulsera de las víctimas, lo que indica que falta tiempo. Mulder cree que Max fue abducido del avión y que no se encontrará su cuerpo. Mientras tanto, Scott Garrett, un Hombre de Negro que se hace pasar por un investigador de la NTSB, roba la pistola zip del cuerpo del asesino y borra su cara y huellas dactilares con ácido. Larold Rehbun, un pasajero que se sentó junto a Max, es encontrado con vida. Sus heridas indican exposición a la radiación.
Al ser confrontada por Scully, Sharon niega que Max haya llevado una sustancia radioactiva a bordo del avión, pero da detalles sobre su vida subterránea. Posteriormente, Scully le dice a Mulder que Max trabajó en una instalación de ensamblaje de armas nucleares en Colorado bajo un alias, y cree que pudo haber causado el accidente después de traer plutonio a bordo; Mulder, sin embargo, cree que Max fue sacado del avión por un ovni y que las lesiones de Rehbun fueron causadas por la exposición a la nave. Scully le informa a Mulder que ya sacaron el cuerpo de Max del lugar del accidente. Mientras tanto, Sharon es abducida en su habitación de hotel.
Después de identificar el cuerpo de Max, Mulder descubre que los relojes de pulsera les han sido robados a las otras víctimas. Él refuta la explicación oficial de la NTSB sobre el mal funcionamiento como causa del accidente y duda que se encuentre la verdadera causa a menos que disciernan lo que sucedió durante los nueve minutos de tiempo perdido. Los agentes visitan al sargento Louis Frish (Tom O'Brien), un controlador de tráfico aéreo de la Fuerza Aérea de los Estados Unidos que estaba de servicio durante el accidente. Frish niega que haya ocurrido algo inusual. Sin embargo, después de que los agentes se van, Frish y un colega discuten sobre si revelar la «verdad» sobre la desaparición del vuelo 549.
Después de encontrar la habitación de hotel destrozada de Sharon, Mulder se encuentra con Millar, quien le dice que la puerta fue arrancada del exterior del avión mientras estaba en vuelo. Más tarde, Frish encuentra a su colega muerto por un suicidio fingido. Un grupo de comandos llega para capturar a Frish, pero él escapa. Frish va a ver a Mulder y Scully y les dice que mintió antes y que su oficial al mando le había ordenado que rastreara las coordenadas del avión cuando estaba siendo interceptado por un segundo avión. Segundos después, hubo una explosión y el avión desapareció de su radar. Mulder cree que un tercer avión, un ovni, se acercó al avión y fue destruido por el segundo avión, lo que también provocó que el vuelo 549 se estrellara. Los agentes se van con Frish y pronto son perseguidos por los comandos, pero logran perderlos al pasar por debajo de un avión que aterriza. Mientras tanto, Millar regresa al lugar del accidente y se encuentra con un ovni. Encuentra a Sharon cerca, que acaba de ser devuelta por sus abductores.
Scully regresa a Washington con Frish mientras Mulder se dirige al Gran Lago Sacandaga, en busca del ovni estrellado. Scully lleva a Frish a un bar local donde se encuentran con su compañero agente del FBI Pendrell (Brendan Beiser). Garrett pronto entra al bar buscando matar a Frish, disparando accidentalmente a Pendrell mientras Scully le devuelve el disparo. Mientras tanto, Mulder llega al lago donde encuentra un equipo de hombres que ya están buscando el ovni estrellado. Se sumerge bajo el agua y encuentra la nave, incluido un cuerpo extraterrestre. Antes de que pueda regresar a la superficie, una luz brillante brilla desde arriba del agua.

## Producción

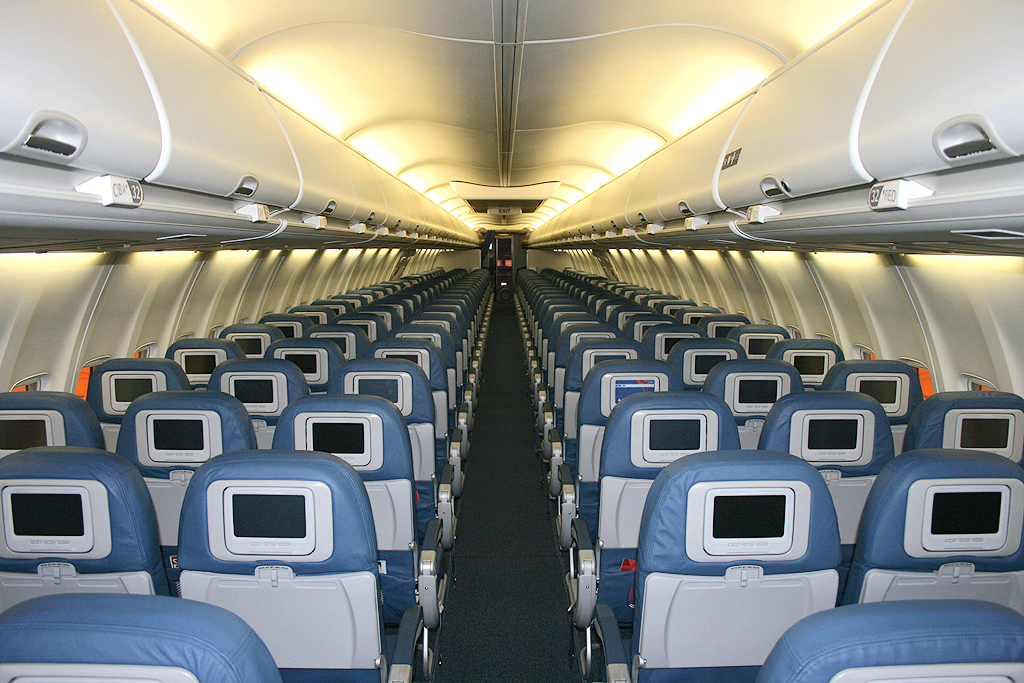
La plataforma Boeing 737 de Dave Gauthier fue la base de la concepción del episodio.

### Escritura
Durante la producción de la tercera temporada, el supervisor de efectos especiales Dave Gauthier construyó una elaborada maqueta de un avión Boeing 737 para poder simular un accidente. El creador de la serie, Chris Carter, decidió utilizar este equipo durante la cuarta temporada. Al concebir el episodio, el deseo de sumar a la participación emocional de Fox Mulder al tener a alguien que él conociera a bordo llevó a los escritores a traer de vuelta al personaje de Max Fenig para que fuera esa persona.
Scott Bellis, quien previamente había interpretado a Fenig en el episodio de la primera temporada «Fallen Angel», había hecho una audición para otros papeles en el programa en el ínterin, pero los productores siempre lo habían rechazado porque consideraban que su personaje era demasiado memorable. Bellis se encontró con la estrella de la serie David Duchovny en un gimnasio varias veces y supo por él que el personaje de Max estaba siendo considerado para un episodio de dos partes. El coguionista del episodio, Frank Spotnitz, no quería que se «ordeñara» la apariencia de Fenig ni hacer algo que el programa ya había hecho. Como tal, se le ocurrió la idea de matar a Fenig en la primera parte del episodio, que consideró «una elección audaz».

### Rodaje
La plataforma 737 de Gauthier, que requirió 400 galones americanos (1514,2 L) de fluido hidráulico para imitar el movimiento del fuselaje de un avión en múltiples ejes para simular mejor la turbulencia; podría rotar 22 grados en cada sentido sobre su longitud y moverse 4 pies (1,2 m) a cada lado. El fuselaje podría abrirse a intervalos cada 6 pies (1,8 m) para permitir que las cámaras grabaran mejor en su interior. Los productores del programa querían que el lugar del accidente aéreo y la investigación fueran lo más auténticos posible, por lo que usaron a un funcionario de la Junta Nacional de Seguridad en el Transporte para que actuara como su asesor técnico en el episodio para asegurarse de que todo se recreara correctamente. Los funcionarios de la NTSB señalaron que el sitio era auténtico en todos los sentidos «excepto por el olor»; Carter ha señalado que este nivel de verosimilitud dejó a algunos de los miembros del equipo «asustados por su trabajo». El director Rob Bowman admitió que el episodio excedió su presupuesto dado y señaló que Carter a menudo lo defendía de los funcionarios del estudio Fox enojados por sus costos de producción.

## Recepción
«Tempus Fugit» se estrenó en la cadena Fox el 16 de marzo de 1997. El episodio obtuvo una calificación Nielsen de 11,9 con una participación de 18, lo que significa que aproximadamente el 11,9 por ciento de todos los hogares equipados con televisión y el 18 por ciento de los hogares que miraban televisión sintonizaron el episodio. Un total de 18,85 millones de espectadores vieron este episodio durante su emisión original.
El episodio recibió críticas mixtas a positivas de los críticos. Zack Handlen, escribiendo para The A.V. Club, calificó a «Tempus Fugit» con una A−. Handlen elogió la efectividad de la apertura en frío y señaló que el episodio destacó cuán «particularmente despiadada» fue la serie con su elenco recurrente, y señaló que «la tasa de mortalidad ayuda a crear un estado de ánimo de fatalidad cada vez más invasor, como si la oscuridad pareciera que estuviera a punto de tragarse a Mulder y Scully en tantas escenas... es tanto simbólico como literal». Paula Vitaris, escribiendo para Cinefantastique, calificó a «Tempus Fugit» con dos estrellas y media de cuatro, y lo describió como «atrapante» con «mucha acción». Sin embargo, Vitaris sintió que el uso fugaz de la estrella invitada Scott Bellis fue «un desperdicio», y que el descubrimiento de un cadáver extraterrestre hacia el final «roba esta historia de cualquier ambigüedad». Robert Shearman y Lars Pearson, en su libro Wanting to Believe: A Critical Guide to The X-Files, Millennium & The Lone Gunmen, calificaron el episodio con cuatro estrellas de cinco, llamándolo «el mejor episodio de conspiración que hemos visto visto en casi dos años». Shearman y Peason sintieron que «Tempus Fugit» fue «contada muy claramente, con un bagaje notablemente pequeño», y elogiaron la actuación de los invitados Tom O'Brien y Joe Spano. 12 miembros del equipo de posproducción del programa ganaron el premio Emmy en 1997 a la mejor edición de sonido para una serie por su trabajo en este episodio; mientras que otros cuatro recibieron una nominación a Mejor mezcla de sonido para una serie dramática.